# Пуйи-сюр-Венжан
Пуйи́-сюр-Венжа́н (фр. Pouilly-sur-Vingeanne) — коммуна во Франции, находится в регионе Бургундия. Департамент коммуны — Кот-д’Ор. Входит в состав кантона Фонтен-Франсез. Округ коммуны — Дижон.
Код INSEE коммуны — 21503.

## Население
Население коммуны на 2010 год составляло 117 человек.
| 1962 | 1968 | 1975 | 1982 | 1990 | 1999 | 2010 |
| ---- | ---- | ---- | ---- | ---- | ---- | ---- |
| 134  | 119  | 97   | 94   | 81   | 93   | 117  |

## Экономика
В 2010 году среди 85 человек трудоспособного возраста (15—64 лет) 63 были экономически активными, 22 — неактивными (показатель активности — 74,1 %, в 1999 году было 79,2 %). Из 63 активных жителей работали 56 человек (26 мужчин и 30 женщин), безработных было 7 (5 мужчин и 2 женщины). Среди 22 неактивных 9 человек были учениками или студентами, 8 — пенсионерами, 5 были неактивными по другим причинам.